# Naum Cshapiro
Naum Cshapiro é um ex-jogador de futsal brasileiro com origem judaica. que jogou e dirigiu os times de futsal da Hebraica.
Defendeu o Brasil nas Macabíadas de 1993.